# Alfa Romeo Gloria
L’Alfa Romeo Gloria est un concept car présenté au Salon international de l'automobile de Genève en mars 2013.  

## Histoire

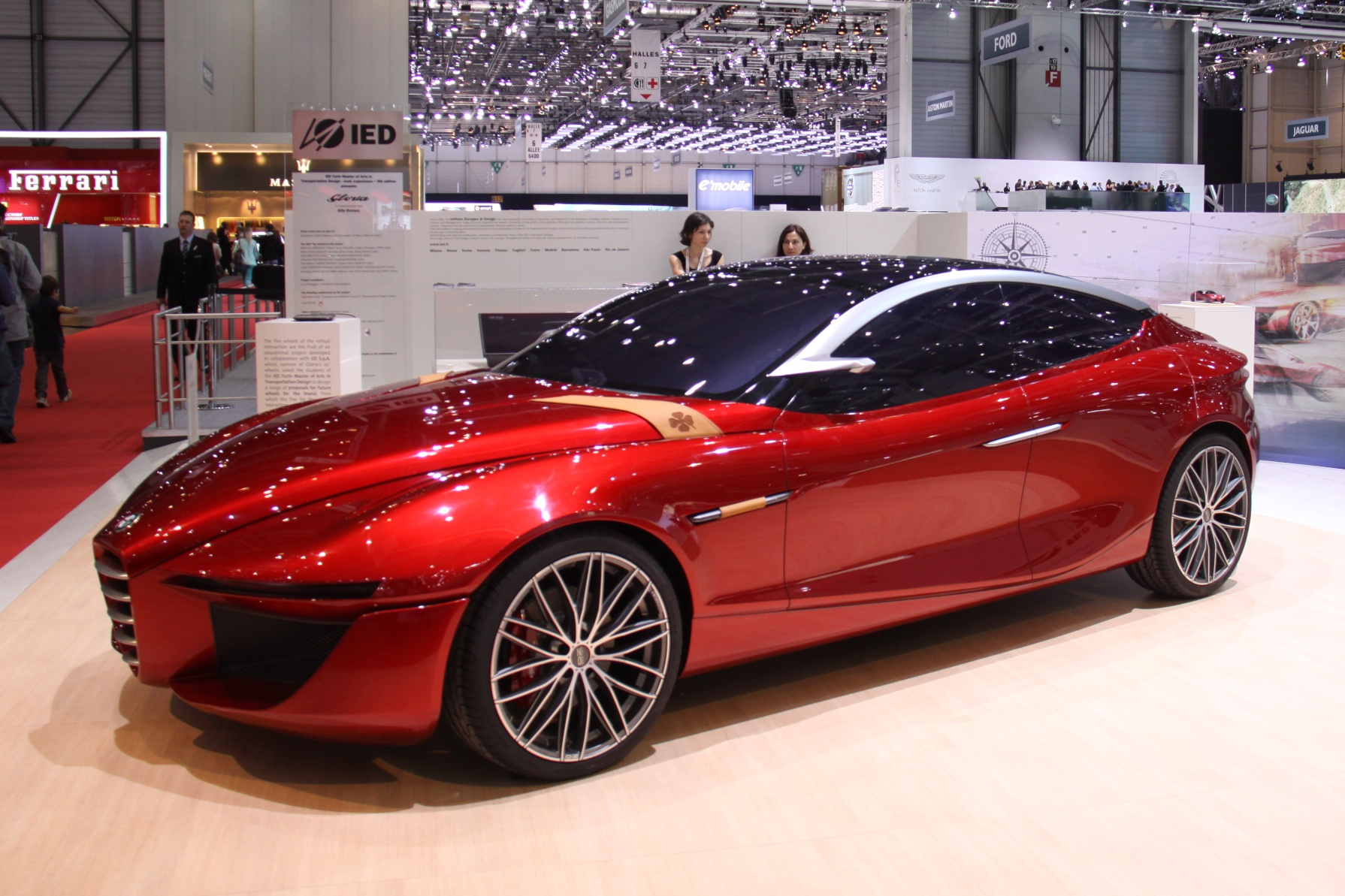
Alfa Romeo Gloria

La présentation de ce prototype statique était réservée au stand de l'Istituto Europeo di Design-IED, école supérieure italienne de design basée à Milan. 
La base du concept-car repose sur la Maserati Quattroporte VI de 2013. C'est pourquoi, si le modèle venait à être réalisé en petite série, il pourrait être doté de deux motorisations bi-turbo, comme la Maserati, un V6 de 400 Ch ou un V8 de 520 Ch.
Même si la ligne de la Gloria paraît extrêmement futuriste, on remarque au premier coup d’œil des éléments qui rappellent que c’est bien une Alfa Romeo avec la présence du scudetto à l’avant et les jantes frappés du logo Alfa. 
Pour mener à bien cette étude, Alfa Romeo a passé une convention avec l'Istituto Europeo di Design de Milan pour que 20 étudiants de dernière année puissent travailler concrètement à l'élaboration d'un nouveau modèle d'automobile. La contrainte fixée par le constructeur était de proposer une berline adaptée spécifiquement aux goûts asiatiques et américains à réaliser sur une plateforme Maserati Quattroporte de dernière génération. Le constructeur n'a pas voulu passer le cap de la motorisation hybride ni électrique, qui aurait pu préfigurer les futures réalisations de série.